# Хееруп, Хенри
Хенри Хееруп (дат. Henry Heerup; 4 ноября 1907[…], Копенгаген — 30 мая 1993[…], Копенгаген) — датский художник, график и скульптор.

## Биография
Учился живописи у Акселя Йоргенсена и Эйнара Нильсена в датской Королевской академии искусств. Учился скульптуре у Эйнара Утцона-Франка. Первую картину маслом написал в 1924 году. Женился на Эмилии Уэст (Emilie Westh) в 1933 году. В 1940 году присоединился к группе «КОБРА», участвовал в нескольких выставках этой группы. Выставлялся в Европе и Северной Америке. Иллюстрировал несколько книг: «Ordsprogenes bog», «Billedet i bogen», «Sjov i Danmark» и «Fløjte-hugga».
Похоронен на кладбище Ассистенс в Копенгагене.

## Награды
- Кавалер датского ордена Данеброг.
- Медаль принца Евгения (1971, Швеция).